# Departamento General San Martín (La Rioja)
Das Departamento General San Martín liegt im Südosten der Provinz La Rioja im Nordwesten Argentiniens und ist eine von 18 Verwaltungseinheiten der Provinz. 
Es grenzt im Norden an das Departamento General Ocampo, im Osten an die Provinz Córdoba, im Süden an die Provinz San Luis und im Westen an das Departamento Rosario Vera Peñaloza. 
Die Hauptstadt des Departamento General San Martín ist Ulapes.

## Städte und Gemeinden
Das Departamento General San Martín ist in folgende Gemeinden aufgeteilt:
- Aguayo
- Bajo Hondo
- Corral de Isaac
- Cuatro Esquinas
- El Cadillo
- El Caldén
- San Solano
- Ulapes
- Villa Nidia